# Rejon prużański
Rejon prużański (biał. Пружа́нскі раён, Prużanski rajon, ros. Пружа́нский райо́н, Prużanskij rajon) – rejon w południowo-zachodniej Białorusi, w obwodzie brzeskim.

## Geografia
Rejon prużański ma powierzchnię 2825,91 km². Lasy zajmują powierzchnię 1267,64 km², bagna 74,19 km², obiekty wodne 36,83 km².

## Ludność
- W 2009 roku rejon zamieszkiwało 52 511 osób, w tym 24 074 w mieście i osiedlach typu miejskiego oraz 28 437 na wsi[2].
- 1 stycznia 2010 roku rejon zamieszkiwało ok. 52 200 osób, w tym ok. 24 000 w mieście i osiedlach typu miejskiego oraz ok. 28 200 na wsi[3].